# Джуссаго
Джуссаго, Джуссаґо (італ. Giussago) — муніципалітет в Італії, у регіоні Ломбардія, провінція Павія.
Джуссаго розташоване на відстані близько 470 км на північний захід від Рима, 21 км на південь від Мілана, 12 км на північ від Павії.
Населення — 5160 осіб (2014).

## Демографія
Населення за роками:

Станом на 1 січня 2023 року в муніципалітеті офіційно проживало 465 іноземців з 38 країн, серед них 112 громадян країн Євросоюзу та 31 громадянин України.

## Сусідні муніципалітети
- Боргарелло
- Борнаско
- Казариле
- Чертоза-ді-Павія
- Лакк'ярелла
- Роньяно
- Сан-Дженезіо-ед-Уніті
- Веллеццо-Белліні
- Цекконе